# Snoopy (zespół muzyczny)
Snoopy – żeński duet wokalny z Holandii wykonujący piosenki w stylu disco i działający w latach 1978–1980. Duet występował w składzie Ethel Mezas i Florence Woerdings. W roku 1979 tę ostatnią zastąpiła Maureen Seedorf.
Największy sukces odniósł rytmicznym przebojem „No Time For A Tango” (1978). W Polsce ukazała się pocztówka dźwiękowa nakładem firmy fonograficznej Tonpress – „Rain Snow And Ice” (R-1052).

## Skład
- Ethel Mezas (1978–1980)
- Florence Woerdings (1978–1979)
- Maureen Seedorf (1979–1980)

## Dyskografia
Albumy
- 1978 – It’s All In The Bible

Single
- 1978 – „No Time For A Tango” / „Snoopy Reggae”
- 1979 – „Honolulu” / „My Sister Does The Chacha”
- 1979 – „It’s All In The Bible” / „Mama Said Yes Daddy Said No”
- 1980 – „Rain Snow And Ice” / „Wintertime”